# Peter Forsberg (befattningshavare)
Peter Forsberg född 14 juli 1952, är (2021) vice ordförande i Svenska Ishockeyförbundet.
Forsberg var ledamot av styrelsen i Södertälje SK 1990–2000 varav de sista två åren som ordförande i klubben. Forsberg övergick därefter till tjänster i Svenska ishockeyförbundet. Han var så kallad VM-general och huvudansvarig för arrangerandet av Världsmästerskapet i ishockey för herrar 2002 i Sverige. Som vice ordförande i ishockeyförbundet har han bland annat 2021 lett förhandlingsgruppen med NHL om ett nytt avtal.